# P75NTR
В р75 невротрофин рецептор (p75NTR) първо се идентифицира като нервен растежен фактор с нисък афинитет (LNGFR) преди откритие, че p75NTR свързан други невротрофини еднакво и нервен растежен фактор. p75NTR е рецептор на невротрофичен фактор. Рецепторите за невротрофичен фактор свързват невротрофини, включително нервен растежен фактор, невротрофин-3, мозъчен невротрофичен фактор и невротрофин-4. Всички невротропини се свързват с p75NTR. Рецепторите за невротрофичен фактор, включително p75NTR, са отговорни за осигуряването на подходящо съотношение на плътността към целта на развиващите се неврони, рафинирайки по-широки карти в развитие в точни връзки. p75NTR участва в пътища, които насърчават невроналното оцеляване и невроналната смърт.

## Семейство рецептори
p75NTR е член на суперсемейството на рецептора на туморния некрозисен фактор. p75NTR / LNGFR е първият член на това голямо семейство рецептори, който е характеризиран.

## Структура
Четири богати на цистеин домейни, CRD1, CRD2, CRD3 и CRD4, съставляват извънклетъчния домейн p75NTR. Извънклетъчният домен е удължена и извита структура. p75NTR се свързва с димери на растежен фактор на нерва чрез две пространствено разделени места за свързване, едно между CRD1 и CRD2 и едно между CRD3 и CRD4.

## Функция

### Взаимодействия с невротрофини
Невротрофините, които взаимодействат с p75NTR, включват NGF, NT-3, BDNF и NT-4/5. Невротропините, активиращи p75NTR, могат да инициират апоптоза (например чрез c-Jun сигнализиране на N-терминални кинази) и този ефект може да бъде противодействан чрез анти-апоптотична сигнализация от TrkA. Невротрофинът, свързващ се с p75NTR, в допълнение към апоптотичната сигнализация, може също да насърчи оцеляването на невроните (например чрез активиране на NF-kB).

### Взаимодействия с проневротропини
Програмите на NGF и BNDF (proNGF и proBNDF) са предшественици на NGF и BNDF. proNGF и proBNDF взаимодействат с p75NTR и предизвикват опосредствана от p75NTR апоптоза, без да активират TrkA-медиирани механизми за оцеляване. Разцепването на проформи в зрели невротрофини позволява на зрелите NGF и BDNF да активират TrkA-медиирани механизми за оцеляване.

### Сензорно развитие
Последните изследвания предполагат редица роли за LNGFR, включително в развитието на очите и сензорните неврони и в възстановяването на мускулни и нервни увреждания при възрастни. Идентифицирани са две отделни субпопулации на обонятелната обвиваща глия с висока или ниска експресия на клетъчната повърхност на нискоафинитетен нервен растежен фактор рецептор (p75).

## Взаимодействия с други рецептори

### Сортилин
Сортилинът е необходим за много реакции, подпомагащи апоптозата p75NTR, функциониращи като ко-рецептор за свързване на невротрофини като BDNF. про-невротропините (като proBDNF) се свързват особено добре с p75NTR, когато е наличен сортилин.

### Кръстосани разговори с Trk рецептори
Когато p75NTR инициира апоптоза, свързването на NGF с тропомиозин рецепторна киназа А (TrkA) може да отмени апоптотичните ефекти на p75NTR. p75NTR активирането на киназния път на c-Jun (което причинява апоптоза) се потиска, когато NGF се свързва с TrkA. p75NTR активирането на NF-kB, което насърчава оцеляването, не се влияе от NGF свързването с TrkA.

### Nogo-66 рецептор (NgR1)
p75NTR функционира в комплекс с Nogo-66 рецептор (NgR1], за да медиира RhoA-зависимото инхибиране на растежа на регенериращи аксони, изложени на инхибиторни протеини на ЦНС миелин, като Nogo, MAG или OMgP. Без p75NTR, OMgP може да активира RhoA и да инхибира CNS регенерация на аксони. Коекспресията на p75NTR и OMgP потискат активирането на RhoA. Комплекс от NgR1, p75NTR и LINGO1 може да активира RhoA.

## p75NTR-медиирани сигнални пътища

### NF-kB Активиране
NF-kB е транскрипционен фактор, който може да се активира от p75NTR. Нервният растежен фактор (NGF) е невротрофин, който насърчава растежа на невроните и при липса на NGF невроните умират. Невроналната смърт при липса на NGF може да бъде предотвратена чрез активиране на NF-kB. Фосфорилираната IkB киназа се свързва и активира NF-kB, преди да се отдели от NF-kB. След разделяне, IkB се разгражда и NF-kB продължава към ядрото, за да инициира про-оцеляване транскрипция. NF-kB също така насърчава оцеляването на невроните във връзка с NGF.
NF-kB активността се активира от p75NTR и не се активира чрез Trk рецептори. NF-kB активността не влияе на мозъчно-извлечения невротрофичен фактор за насърчаване на оцеляването на невроните.

### RhoGDI и RhoA
p75NTR служи като регулатор за сглобяване на актини. Членът на семейството Ras homolog A (RhoA) кара цитоскелета на актина да стане твърд, което ограничава подвижността на конуса на растежа и инхибира удължаването на невроните в развиващата се нервна система. p75NTR без свързан лиганд активира RhoA и ограничава сглобяването на актина, но свързването на невротрофин с p75NTR може да инактивира RhoA и да насърчи сглобяването на актини. p75NTR се свързва с инхибитора на дисоциацията на Rho GDP (RhoGDI), а RhoGDI се свързва с RhoA. Взаимодействията с Nogo могат да засилят връзката между p75NTR и RhoGDI. Невротрофинсвързването с p75NTR инхибира асоциирането на RhoGDI и p75NTR, като по този начин потиска освобождаването на RhoA и насърчава удължаването на конуса на растежа (инхибира потискането на RhoA актина).

### JNK сигнален път
Свързването на невротрофин с p75NTR активира c-Jun N-терминалните кинази (JNK) сигнален път, причиняващ апоптоза на развиващите се неврони. JNK, чрез поредица от междинни продукти, активира p53 и p53 активира Bax, който инициира апоптоза. TrkA може да предотврати апоптоза на JNK пътека, медиирана от p75NTR.

#### Сигнален път JNK-Bim-EL
JNK може директно да фосфорилира Bim-EL, сплайсинг изоформа на Bcl-2 взаимодействащ медиатор на клетъчна смърт (Bim), който активира Bim-EL апоптотичната активност. JNK активиране се изисква за апоптоза, но c-jun, протеин в JNK сигналния път, не винаги се изисква.

### Каспаза-зависима сигнализация
LNGFR също активира зависим от каспаза сигнален път, който насърчава резитбата на аксона в развитието и дегенерацията на аксона при невродегенеративно заболяване [ необходимо е цитиране].

## Роля в болестта

### Болест на Хънтингтън
Болестта на Хънтингтън се характеризира с когнитивни нарушения. Има повишена експресия на p75NTR в хипокампуса на пациенти с болест на Хънтингтън (включително модели на мишки и хора). Прекомерната експресия на p75NTR при мишки причинява когнитивни нарушения, подобни на болестта на Хънтингтън. p75NTR е свързан с намален брой дендритни бодли в хипокампуса, вероятно чрез p75NTR взаимодействия с трансформиращ протеин RhoA. Модулирането на функцията p75NTR може да бъде бъдеща насока за лечение на болестта на Хънтингтън.

## Роля в стволовите клетки на рака
p75NTR е замесен като маркер за ракови стволови клетки при меланом и други видове рак. Показано е, че меланомните клетки, трансплантирани в имунодефицитен миши модел, изискват експресия на CD271, за да растат меланом. Доказано е също така, че генният нокдаун на CD271 премахва свойствата на стволовите клетки на нервния гребен на меланомните клетки и намалява геномната стабилност, което води до намалена миграция, туморогенност, пролиферация и индукция на апоптоза. Освен това, повишени нива на CD271 са наблюдавани в мозъчни метастатични меланомни клетки, докато резистентността към BRAF инхибитора вемурафениб предполага селектира за силно злокачествени мозъчни и белодробни метастазиращи меланомни клетки.

## Взаимодействия
Доказано е, че рецепторът на нискоафинитетния растежен фактор взаимодейства с:
- FSCN1 ,
- MAGEH1 ,
- NDN ,
- NGFRAP1
- NGF ,
- PRKACB ,
- TRAF2, и
- TRAF4.
- Nogo-66 рецептор
- c-Jun N-терминални кинази
- RhoA
- Инхибитор на дисоциацията на Rho GDP (RhoGDI)
- NF-kB
- Невротрофин-3
- Мозъчен невротрофичен фактор
- Невротрофин-4